# Дрогобицька Голгофа
Дрого́бицька Голго́фа — театральна вистава та однойменний фільм про репресії радянськими каральними органами української інтелігенції Галичини, студентства та духовенства УГКЦ протягом 1939—1941 та 1944—1959 років та мученицьку смерть Северіяна Бараника, Віталія Байрака та Якима Сеньківського.

## Історія створення
Задум створення художньо-документального твору, який би описував трагічні події, які розгортались на Західній Україні та, зокрема, в Дрогобичі, під час її захоплення та анексії силами СРСР в 1939—1941 роках та після повернення радянської влади в 1944—1959 роках, належить Дрогобицькому декану УГКЦ адміністратору парохії Блаженних священномучеників Дрогобицьких Северіяна, Якима і Віталія отцю Івану Паньківу.

### Театральна постановка
Автором сценарію став колишній головний редактор газети «Вільне слово», виконувач обов'язків міського голови Дрогобича в 2014—2015 роках, Заслужений журналіст України, драматург та прозаїк Тарас Метик, а режисером-постановником — головний режисер Львівського академічного обласного музично-драматичного театру імені Юрія Дрогобича Олександр Король.
В трагедії «Дрогобицька Голгофа» показано історичні події, пов'язані з мученицькою смертю від рук співробітників НКВС Дрогобицьких Блаженних Священномучеників, ієромонахів Чину святого Василія Великого: Віталія Байрака, Северіяна Бараника та Якима Сеньківського.
Прем'єра вистави «Дрогобицька Голгофа» відбулася 5 березня 2017 року у місті Дрогобичі, в приміщенні муздрамтеатру імені Юрія Дрогобича силами його творчого колективу. Роль Северіяна Бараника у виставі зіграв народний артист України Олександр Морозов, Якима Сеньківського — артист Іван Гарасимчук, а Віталія Байрака —артист Микола Козак. В музичному оформленні вистави використано твори Піккардійської Терції.
З цією постановкою театр здійснив гастролі теренами Західної України. Під час них і народилась ідея створення фільму.

### Фільм
26 липня 2019 року на офіційному сайті Дрогобицької міської ради надруковано звернення ініціативної групи за допомогою у створенні документального історично-патріотичного фільму «Дрогобицька Голгофа».
1 вересня 2019 року режисер екранізації Олександр Король розповів, що робота над фільмом тривала більше року. Кошторис складає 305 тисяч гривень, з яких майже 500 тисяч — внесок благодійного фонду "Лагодич і Сини" [Архівовано 8 листопада 2020 у Wayback Machine.], а 70 тисяч виділила ЛОДА. Долучилися і дрогобичани, які допомагали знімальній групі транспортом, пальним та харчуванням.
Зйомки кінофільму «Дрогобицька Голгофа» проходили поетапно, у період з 27 серпня до 5 вересня 2019 року. Ролі виконували актори муздрамтеатру імені Юрія Дрогобича, в масовках — учасники заслуженого Прикарпатського ансамблю пісні та танцю України «Верховина» та просто звичайні дрогобичани.
Зйомки фільму відбувались вночі, в місті Дрогобичі — у катедральному соборі Пресвятої Трійці та церкві святого Юра, а також у дрогобицьких двориках та на території музейного комплексу «Тюрма на Стрийській» й цегляного заводу, що на вул. Трускавецькій. Крім того, зйомки проходили на території тюрми в місті Комарно та на павільйоні у Львові.
22 вересня 2019 року продюсерка фільму, голова ГО «Дрогобич — добрий дім» Наталія Копочин виклала у інтернет-мережі трейдер фільму.
3 листопада 2019 року у приміщенні Львівського академічного обласного музично-драматичного театру імені Юрія Дрогобича відбувся прем'єрний благодійний показ фільму «Дрогобицька Голгофа».
7 листопада 2019 року творці фільму мають намір показати свою роботу на Міжнародному кінофестивалі «Корона Карпат» у Трускавці.